# Porthus Silingardi
Porthus Silingardi (Modena, 31 gennaio 1915 – Modena, 8 agosto 2005) è stato un calciatore italiano, di ruolo portiere.

## Carriera
Giocò in Serie A con il Modena e il Livorno, con il quale sfiorò lo scudetto nella stagione 1942-1943.

## Palmarès

### Club

#### Competizioni nazionali
- Prima Divisione: 1

Palmese: 1934-1935